# 6385 Martindavid
A 6385 Martindavid (ideiglenes jelöléssel 1989 EC2) a Naprendszer kisbolygóövében található aszteroida. Antonín Mrkos fedezte fel 1989. március 5-én.